# Vùng bắn phá tự do
Vùng bắn phá tự do hay vùng oanh kích tự do (tiếng Anh: free-fire zone) là một thuật ngữ quân sự của Mỹ chỉ một mức độ kiểm soát hỏa lực, được dùng cho việc hiệp đồng tác chiến giữa các đơn vị chiến đấu gần nhau. Tài liệu hướng dẫn chiến trường (field manual) FM 6-20 định nghĩa của khái niệm này dùng trong chiến tranh Việt Nam như sau:
Một khu vực được xác định cụ thể mà tại đó, mọi hệ thống vũ khí đều có thể bắn mà không cần chỉ thị của các sở chỉ huy (A specific designated area into which any weapon system may fire without additional coordination with the establishing headquarters).

## Trong chiến tranh thế giới thứ hai
Tướng Chuck Yeager, trong cuốn tự truyện của mình, mô tả sự bất đồng của ông (và đồng đội) với việc bắn-tất-cả-những-thứ-di-chuyển trong chiến tranh thế giới thứ hai. Ông cảm nhận rằng, nếu Hoa Kỳ thất bại trong thế chiến thứ hai, điều đó có thể đã bị xem như là một hoạt động phạm pháp.

## Trong chiến tranh Việt Nam
Theo Từ điển Chiến tranh Việt Nam của James S. Olson,, vùng bắn phá tự do là vùng được bắn mục tiêu mà không cần được cho phép trước (any area in which permission was not required prior to firing on targets).
Ban đầu, vùng bắn phá tự do là một khu vực gần một căn cứ không quân, nơi không có dân thường, để các máy bay có thể trút bỏ bom đạn thừa (ordnance disposal) trước khi hạ cánh.
Sở chỉ huy Mỹ tại Việt Nam (U.S. Military Assistance Command, Vietnam MACV), dựa vào giả định rằng tất cả các lực lượng bạn đã ra khỏi khu vực, đã thiết lập một chính sách xác định các "vùng bắn phá" tự do là các khu vực mà:
- Bất cứ ai xuất hiện trong đó đều được coi là một binh sĩ đối phương
- Binh lính được phép bắn bất cứ ai di động sau giờ giới nghiêm mà không cần phải chắc chắn rằng người này có thái độ thù địch.

Do các cuộc chạm trán kiểu này có thể dẫn đến cái chết của thường dân vô tội, việc sử dụng chính sách này là một sự vi phạm Công ước Geneva.